# اوشترایشتدت
اوشترایشتدت (به آلمانی: Ostereistedt) یک شهر در آلمان است که در Selsingen واقع شده‌است.
 اوشترایشتدت  ۹۷۴ نفر جمعیت دارد.